# 蒙古民主社会主义妇女联盟
蒙古民主社会主义妇女联盟，是蒙古国的妇女组织之一，也是蒙古人民党下设的群众组织之一。

## 简介
蒙古民主社会主义妇女联盟是蒙古人民党下属的民间团体，成立于1994年。2006年时，已经有会员4万余人。该组织的目标是“促进妇女参与蒙古社会和民主建设，增加妇女在决策层中的比例，提高妇女职业技能、生活能力和知识水平。”